# Nunbarsegunu
En la mitología caldea, Nunbarsegunu era una diosa madre y diosa del antiguo Medio Oriente, mencionada en algunos textos como "la vieja mujer de Nippur". En algunos textos aparece como Nidaba, Nisaba o Nanibgal, y la vez como madre de Ninlil y consorte de Haia. Es mencionada en el mito de Enlil y Ninlil, cuando aconseja a su joven hija, para que esta no vaya sola a pasear al río, ya que el dios Enlil que todo lo veía, seguramente iba a verla y a querer hacerle el amor.